# Falvaterra
Falvaterra ist eine italienische Gemeinde in der Provinz Frosinone in der Region Latium mit 513 Einwohnern (Stand 31. Dezember 2023). Sie liegt 106 km südöstlich von Rom und 27 km südöstlich von Frosinone.

## Geographie
Falvaterra liegt oberhalb des Tals des Sacco auf einem Ausläufer der Monti Ausoni.
Es ist Mitglied der Comunità Montana Monti Ausoni.
Die Nachbarorte sind Arce, Castro dei Volsci, Ceprano, Pastena und San Giovanni Incarico.

### Verkehr
Falvaterra liegt 11 km von der Autobahn A1 Autostrada del Sole, Ausfahrt Ceprano, entfernt.
Mit dem Bahnhof Ceprano–Falvaterra (6 km vom Ortszentrum) liegt der Ort an der Bahnstrecke Rom–Neapel.

## Geschichte
Die Einwohner des 124 v. Chr. von den Römern zerstörten Fregellae gründeten beim heutigen San Giovanni Incarico die Stadt Fabrateria Nova. Als diese 580 n. Chr. von den Langobarden zerstört wurde siedelten die Bewohner auf einen leichter zu verteidigenden Hügel, das heutige Falvaterra, um. In der Folge gehörte der Ort zur Abtei von Montecassino, die unterhalb von Falvaterra ein Tochterkloster gründete.
Um 1200 kam Falvaterra zur Familie Pagani, die es 1301 an Pietro Caetani verkauften. 1556 gab es Ferdinand I. an seinen Verbündeten Prospero Colonna. Bei den Colonna blieb es bis zur Italienischen Einigung 1870.
Nach der Zerstörung des benachbarten Ceprano 1944 zog die Gemeindeverwaltung von Ceprano für einige Jahre ins Rathaus von Falvaterra um.
Seit dem 19. Jahrhundert litt Falvaterra unter der Abwanderung seiner Einwohner in die italienischen Großstädte oder nach Nordeuropa. Erst mit der Industrialisierung des Saccotals seit den 1970er Jahren kam diese Entwicklung zu einem Ende.

## Bevölkerungsentwicklung
| Jahr      | 1871 | 1881 | 1901 | 1921 | 1936 | 1951 | 1971 | 1991 | 2001 |
| --------- | ---- | ---- | ---- | ---- | ---- | ---- | ---- | ---- | ---- |
| Einwohner | 1545 | 1372 | 1307 | 1003 | 998  | 991  | 591  | 587  | 630  |

Quelle: ISTAT

## Politik
Francesco Piccirilli wurde am 26. Juni 2019 zum neuen Bürgermeister gewählt.

## Sehenswürdigkeiten
Falvaterra hat einen gut erhaltenen Ortskern mit Teilen der Stadtmauer.
- Die Burg der Colonna stammt aus dem 14. Jahrhundert.
- Die Pfarrkirche Santa Maria aus dem 14. Jahrhundert wurde im 16. Jahrhundert barockisiert.
- Das Kloster San Sosio liegt unterhalb des Ortes auf halbem Weg ins Saccotal. Anstelle eines Oratorium, das die Benediktiner von Monte Cassino dem Heiligen Sosius geweiht hatten, wurde 1751 das Passionistenkloster gegründet.